# سلفادور فيلالبا
سلفادور فيلالبا (بالإسبانية: Salvador Villalba)‏ مواليد 29 أغسطس 1924 في باراغواي، هو لاعب كرة قدم باراغواياني. يلعب في مركز الوسط. سبق له أن لعب في كأس العالم لكرة القدم مع منتخب بلاده في مونديال 1958.

## المسيرة الاحترافية

### أندية لعب لها
- نادي ليبرتاد

## روابط خارجية
- سلفادور فيلالبا على موقع الاتحاد الدولي (مؤرشف)  (الإنجليزية)
- سلفادور فيلالبا على موقع قاعدة بيانات كرة القدم.إي يو (الإنجليزية)
- سلفادور فيلالبا على موقع ناشيونال فوتبول تيمز (الإنجليزية)
- سلفادور فيلالبا على موقع عالم كرة القدم.نت (الإنجليزية)